# Qualificazioni al campionato mondiale di calcio 2022 - AFC - seconda fase - girone H
Questa voce raccoglie i risultati delle partite del girone H valido come secondo turno di qualificazione al Campionato mondiale di calcio 2022 per la zona di competenza dell'AFC.
| Squadra        | P.ti | G | V | P | S | RF | RS | DR  |
| -------------- | ---- | - | - | - | - | -- | -- | --- |
| Corea del Sud  | 16   | 6 | 5 | 1 | 0 | 22 | 1  | +21 |
| Libano         | 10   | 6 | 3 | 1 | 2 | 11 | 8  | +3  |
| Turkmenistan   | 9    | 6 | 3 | 0 | 3 | 8  | 11 | -3  |
| Sri Lanka      | 0    | 6 | 0 | 0 | 6 | 2  | 23 | -21 |
| Corea del Nord | -    | - | - | - | - | -  | -  | -   |

## Risultati

### 1ª giornata
| Arbitro: | Kasimov |

|                      |           |  |
| Jong Il-gwan 7’, 56’ | Marcatori |  |

| Arbitro: | Al-Hoish |

|  |           |                           |
|  | Marcatori | 8’ Orazsähedow 53’ Amanow |

### 2ª giornata
| Arbitro: | Al-Jeneibi |

|  |           |                                   |
|  | Marcatori | 13’ Na Sang-ho 82’ Jung Woo-young |

| Arbitro: | Faizullin |

|  |           |                   |
|  | Marcatori | 67’ Jang Kuk-chol |

### 3ª giornata
| Arbitro: | Akrami |

| |           |  |
| Son Heung-min 10’, 45+5’ (rig.) Kim Shin-wook 17’, 30’, 54’, 64’ Hwang Hee-chan 20’ Kwon Chang-hoon 76’ | Marcatori |  |

| Arbitro: | Okabe |

|                       |           |                  |
| El-Helwe 5’ Matar 64’ | Marcatori | 62’ Annadurdyýew |

### 4ª giornata
| Pyongyang 15 ottobre 2019, ore 17:30 UTC+9 | Corea del Nord | 0 – 0 referto | Corea del Sud | Stadio Kim Il-sung (100 spett.)\| Arbitro: \| Al-Jassim \| |
| Arbitro:                                   | Al-Jassim      |               |               |                                                            |

| Arbitro: | Mahfoodh |

|  |           |                                            |
|  | Marcatori | 15’ (rig.) Maatouk 38’ (rig.), 81’El-Helwe |

### 5ª giornata
| Arbitro: | Pu-udom |

|                                      |           |                      |
| Titow 23’ Amanow 73’ Orazsähedow 88’ | Marcatori | 90+3’ Han Kwang-song |

| Beirut 14 novembre 2019, ore 15:00 UTC+2 | Libano | 0 – 0 referto | Corea del Sud | Camille Chamoun Sports City Stadium (170 spett.)\| Arbitro: \| Qasim \| |
| Arbitro:                                 | Qasim  |               |               |                                                                         |

### 6ª giornata
| Arbitro: | Al-Athbah |

|                              |           |  |
| Bäşimow 44’ Annadurdyýew 59’ | Marcatori |  |

| Beirut 19 novembre 2019, ore 19:00 UTC+2 | Libano | 0 – 0 referto | Corea del Nord | Camille Chamoun Sports City Stadium (0 spett.)\| Arbitro: \| Baki \| |
| Arbitro:                                 | Baki   |               |                |                                                                      |

### 7ª giornata
| Arbitro: | Ibrahim |

|                           |           |                        |
| Oumari 11’, 44’ Kdouh 17’ | Marcatori | 10’, 61’ (rig.) Razeek |

| Arbitro: | Alkhudhayr |

|                                                                              |           |  |
| Hwang Ui-jo 9’, 72’ Nam Tae-hee 45+2’ Kim Young-gwon 56’ Kwon Chang-hoon 62’ | Marcatori |  |

### 8ª giornata
| Arbitro: | Hattab |

|                                                  |           |                   |
| Babajanow 59’ Annagulyýew 85’ Annadurdyýew 90+1’ | Marcatori | 73’ Ataya 75’Saad |

| Arbitro: | Shen Yinhao |

|  |           |                                                                                      |
|  | Marcatori | 14’, 42’ (rig.) Kim Shin-wook 22’ Lee Dong-jun 52’ Hwang Hee-chan 76’ Jeong Sang-bin |

### 9ª giornata
| Arbitro: | Al-Marri |

|                                           |           |          |
| Song Min-kyu 50’ Son Heung-min 65’ (rig.) | Marcatori | 12’ Saad |